# Deme N’Diaye
Deme N’Diaye (ur. 6 lutego 1985 w Dakarze) – senegalski piłkarz występujący na pozycji pomocnika.

## Kariera klubowa
N’Diaye seniorską karierę rozpoczynał w 2004 roku w klubie AS Douanes. Na początku 2006 roku przeszedł do portugalskiej Estreli Amadora. W Primeira Liga zadebiutował 28 stycznia 2006 roku w przegranym 0:2 pojedynku z Naval. 26 marca 2006 roku w przegranym 1:2 spotkaniu z FC Paços de Ferreira strzelił pierwszego gola w lidze portugalskiej. W 2009 roku w wyniku problemów finansowych spadł z zespołem do Liga de Honra. Wówczas odszedł z Estreli.
W 2009 roku N’Diaye przeniósł się do francuskiego AC Arles-Avignon z Ligue 2. W 2010 roku awansował z nim do Ligue 1. W tych rozgrywkach zadebiutował 7 sierpnia 2010 roku w przegranym 1:2 meczu z FC Sochaux-Montbéliard. W latach 2012–2016 grał w RC Lens.
| Sezon   | Klub             | Kraj       | Rozgrywki   | Mecze | Bramki | Rozgrywki Europy | Mecze | Bramki |
| ------- | ---------------- | ---------- | ----------- | ----- | ------ | ---------------- | ----- | ------ |
| 2005/06 | Estrela Amadora  | Portugalia | Liga Sagres | 6     | 1      | -                | -     | -      |
| 2006/07 | Estrela Amadora  | Portugalia | Liga Sagres | 16    | 1      | -                | -     | -      |
| 2007/08 | Estrela Amadora  | Portugalia | Liga Sagres | 17    | 1      | -                | -     | -      |
| 2008/09 | Estrela Amadora  | Portugalia | Liga Sagres | 13    | 1      | -                | -     | -      |
| 2009/10 | AC Arles-Avignon | Francja    | Ligue 2     | 36    | 6      | -                | -     | -      |
| 2010/11 | AC Arles-Avignon | Francja    | Ligue 1     | 33    | 2      | -                | -     | -      |
| 2011/12 | AC Arles-Avignon | Francja    | Ligue 2     | 19    | 1      | -                | -     | -      |
| 2012/13 | RC Lens          | Francja    | Ligue 2     | 27    | 1      | -                | -     | -      |
| 2013/14 | RC Lens          | Francja    | Ligue 2     | 14    | 1      | -                | -     | -      |
| 2014/15 | RC Lens          | Francja    | Ligue 1     | 7     | 0      | -                | -     | -      |
| 2015/16 | RC Lens          | Francja    | Ligue 2     | 26    | 3      | -                | -     | -      |

## Kariera reprezentacyjna
W reprezentacji Senegalu N’Diaye zadebiutował w 2009 roku.